# Липовой, Николай Иванович
Николай Иванович Липовой — рядовой Вооружённых Сил СССР, участник войны в Афганистане, погиб при исполнении служебных обязанностей, кавалер ордена Красной Звезды (посмертно).

## Биография
Николай Иванович Липовой родился 22 мая 1968 года в городе Бийске Алтайского края. После окончания восьми классов Бийской средней школы № 25 поступил в Бийское среднее профессионально-техническое училище № 4. Получив специальность электромонтёра, трудился на Бийском химическом комбинате.
13 октября 1986 года Липовой был призван на службу в Вооружённые Силы СССР Приобским районным военным комиссариатом города Бийска. Получил специальность водителя заправщика. В феврале 1987 года для дальнейшего прохождения службы рядовой Николай Иванович Липовой был направлен в состав ограниченного контингента советских войск в Демократической Республике Афганистан. Участвовал в боевых действиях, будучи старшим водителем заправщика взвода обеспечения танкового батальона.
27 марта 1987 года при выполнении очередной задачи машина Липового подверглась нападению моджахедов, была подбита и встала. С оружием в руках Липовой отражал атаки. Когда его машина от попадания вражеского снаряда загорелась, он направил горящую машину в пропасть, чем спас остальную технику от взрыва. При этом Липовой сильно обгорел. 9 апреля 1987 года, несмотря на усилия врачей, он скончался в госпитале от многочисленных ожогов.
Похоронен на кладбище в городе Бийск Алтайского края.

## Память
- В честь Липового назван переулок в городе Бийске (ранее именовавшийся "переулок Северный"), на одном из зданий установлена мемориальная доска.
- В память о Липовом работает музей средней школы № 25 города Бийска, около здания школы есть Аллея его памяти.